# Альберта
Альбе́рта (англ. Alberta [ælˈbɜrtə]) — одна из 10 провинций Канады. Столица — город Эдмонтон, самый крупный город — Калгари. Население — 3 млн 874 тыс. чел (на 2012 год), площадь территории — 661 848 км².
Альберта находится в западной части Канады, граничит с провинциями Британская Колумбия на западе и Саскачеван на востоке, Северо-Западными территориями на севере, и американским штатом Монтана на юге. Альберта является одной из трёх канадских провинций и территорий, имеющих границу только с одним штатом США (другие — Нью-Брансуик и Юкон). Это также одна из двух канадских провинций, которые не имеют выхода к морю (другая — Саскачеван).
Эдмонтон, столица Альберты, расположен к югу от центра провинции. Примерно в 300 километрах (190 милях) к югу от столицы находится Калгари, самый большой город в провинции, главный центр распределения и транспортный центр, а также один из основных центров торговли в Канаде. Эдмонтон является центром освоения нефтяных песков Канады и других северных ресурсов. Согласно последним оценкам, население двух этих городских районов превысило 1 млн человек.
Альберта названа в честь принцессы Луизы Каролины Альберты (1848—1939), четвёртой дочери королевы Виктории и её отца, принца Альберта. Луиза была женой маркиза Лорна, генерал-губернатора Канады с 1878 года по 1883 год. Озеро Луиза, деревня Каролин и гора Альберта были также названы в честь принцессы Луизы. С 11 октября 2022 года премьер-министром провинции является Даниэль Смит, член Объединённой консервативной партии.

## География
Альберта занимает площадь 661 848 км² (255 500 квадратных миль), на 5 % меньше, чем Техас или на 20 % больше, чем Франция. Это делает её четвёртой по величине после провинций Квебек, Онтарио и Британская Колумбия. На юге границы провинции проходят по северной 49-й параллели, отделяющей её от американского штата Монтана, а на севере 60-я параллель отделяет её от Северо-Западных территорий. На востоке 110-й западный меридиан отделяет её от провинции Саскачеван, в то время как на западе её граница с Британской Колумбией проходит по 120-му западному меридиану к югу от Северо-Западных территорий на 60 ° с. ш., пока не достигнет континентального водораздела в Скалистых горах, а также с этой точки проходит по линии пики маркировки континентального водораздела, в целом идёт в юго-восточном направлении, пока не достигнет границы Монтаны на 49 ° с. ш.

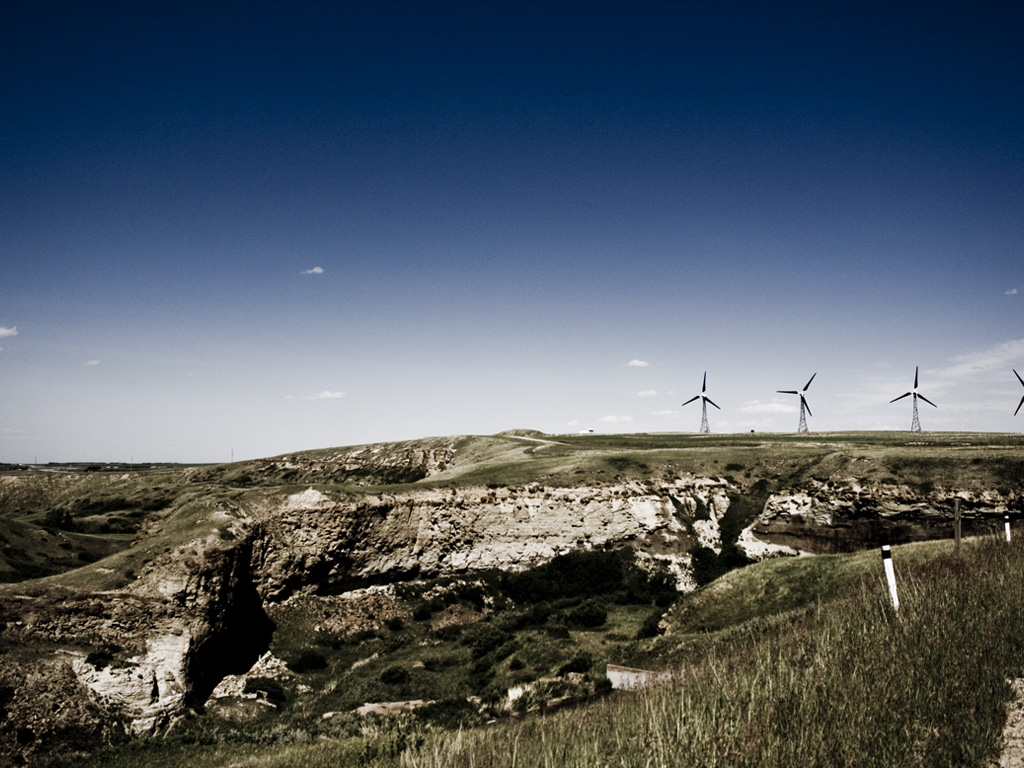
Ветрогенераторы в Альберте

Провинция протянулась на 1223 километра (760 миль) с севера на юг и на 660 километров (410 миль) с востока на запад по максимальной ширине. Самая высокая точка — 3747 м (12 293 футов) на вершине горы Колумбия в Скалистых горах вдоль юго-западной границы, а самая низкая точка — 152 метра (499 футов) на реке Невольничьей в национальном парке Вуд-Баффало на северо-востоке.
За исключением полузасушливых степей юго-восточной части, провинция имеет достаточно водных ресурсов. В Альберте есть многочисленные реки и озёра, используемые для купания, катания на водных лыжах, рыбной ловли и полного спектра других видов водного спорта. Есть три больших озера и множество небольших озёр площадью менее 260 км² (100 квадратных миль) каждое. Часть озера Атабаска (7898 км² (3049 квадратных миль)) находится в провинции Саскачеван. Малое Невольничье озеро (1168 км² (451 квадратных миль)) расположено к северо-западу от Эдмонтона. Самая длинная река в Альберте — Атабаска, которая пробегает 1538 километров (956 миль) от Колумбийского ледника в Скалистых горах до озера Атабаска. Крупнейшая река по объёму воды — Пис-Ривер берёт начало в Скалистых горах на севере Британской Колумбии и течёт по северной части Альберты и впадает в реку Невольничью, впадающую в реку Маккензи.
Столица Альберты, Эдмонтон, расположена примерно в географическом центре провинции, причём большая часть нефтяного потенциала западной Канады расположены рядом, в непосредственной близости от большинства крупных месторождений нефти. Эдмонтон является самым северным крупным городом в Канаде, и служит в качестве опорного пункта для освоения ресурсов в северной Канаде. Другой крупный город Альберты, Калгари, находится примерно в 280 километрах (170 милях) к югу от Эдмонтона и 240 километрах (150 милях) к северу от Монтаны, в окружении скотоводческих ферм. Почти 75 % населения провинции живёт в коридоре Калгари-Эдмонтон.
Большая часть северной части провинции покрыта бореальными лесами, в то же время Скалистые горы вдоль юго-западной границы в основном также покрыты лесом. Южная четверть провинции — это прерии, начиная от Шортграсских прерий в юго-восточном углу до смешанных прерий к западу и северу от него. Центральный район покрыт осинами, распространяющимися широкой дугой между степью и лесом, от Калгари до Эдмонтона на севере, а затем на восток к Ллойдминстер, и содержит наиболее плодородные почвы в провинции, и большинство населения. Большая часть безлесной части Альберты передана под производство зерна или молочное животноводство, сельское хозяйство со смешанным типом более распространены в северных и центральных районах, а скотоводство и орошаемое земледелие преобладает на юге. Бесплодные земли расположены в юго-восточной Альберте, где река Ред-Дир пересекает плоские прерии и сельскохозяйственные угодья, особенностью которых являются глубокие каньоны и яркие формы рельефа. Провинциальный парк динозавров, Брукс, провинция Альберта — это витрина пустынной местности, пустынной флоры, и остатки прошлого, когда динозавры (альбертозавр, дромеозавр, Vagaceratops) бродили по пышному ландшафту, а по морю плавали плезиозавры (Albertonectes vanderveldei).

### Климат

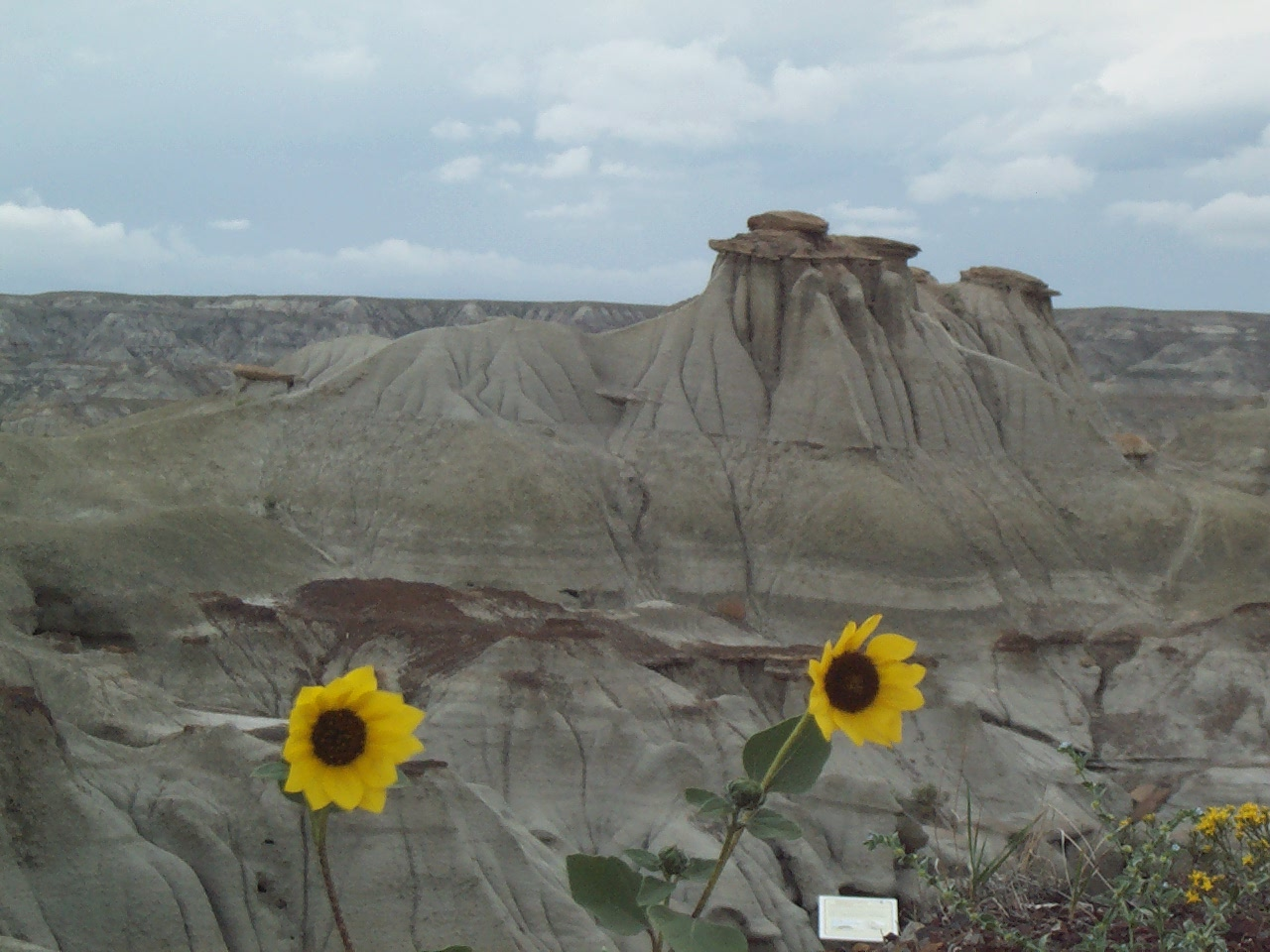
Худу в провинциальном парке динозавров.

Альберта имеет сухой континентальный климат с тёплым летом и холодной зимой. Область открыта для холодных арктических погодных систем с севера, которые часто приводят к крайне низкой температуре в зимнее время. Так как фронты между воздушными массами смещаются на север и на юг через Альберту, температура может быстро измениться. Арктические воздушные массы зимой приводят к крайней минимальной температуре, которая колеблется от −54 °C (−65 °F) в северной части Альберты до −46 °C (−51 °F) в южной части провинции Альберта. В летнее время континентальные воздушные массы максимальные температуры от 32 °C (90 °F) в горах до 40 °C (104 °F) в южной части провинции Альберта.
Так как Альберта простирается более чем 1200 километров (750 миль) с севера на юг, климат значительно варьируется. Средняя температура в январе колеблется от −8 °C (18 °F) на юге до −24 °C (−11 °F) на севере, а в июле от +24 °C (75 °F) на юге до +16 °C (61 °F) на севере. На климат влияет также наличие Скалистых гор на юго-западе, которые нарушают поток преобладающих западных ветров, большая часть влаги оседает на западных склонах горных хребтов до достижения провинции. Расположение на севере и изолированность от погодных систем Тихого океана стали причиной того, что Альберта имеет сухой климат с небольшим влиянием со стороны океана. Годовое количество осадков от 300 мм на юго-востоке до 450 мм на севере, за исключением предгорья Скалистых гор, где количество осадков может достигать 600 мм в год. Летом средняя дневная температура колеблется от 21 °C (70 °F) в Скалистых горах и долинах далеко на севере почти до 30 °C (86 °F) в сухих прериях юго-востока. Северная и западная части провинции имеют более высокий уровень осадков и более низкие скорости испарения, вызванные более низкими температурами летом. На юге и востоке центральная часть подвержена засухе, иногда длящейся несколько лет, но даже эти области могут получить обильные осадки. Альберта — солнечный край. Ежегодное количество солнечного света в диапазоне между 1900 и 2500 часами в год. Северная Альберта получает около 18 часов дневного света в летнее время. Длинные летние дни сделали лето солнечным временем года в провинции Альберта.

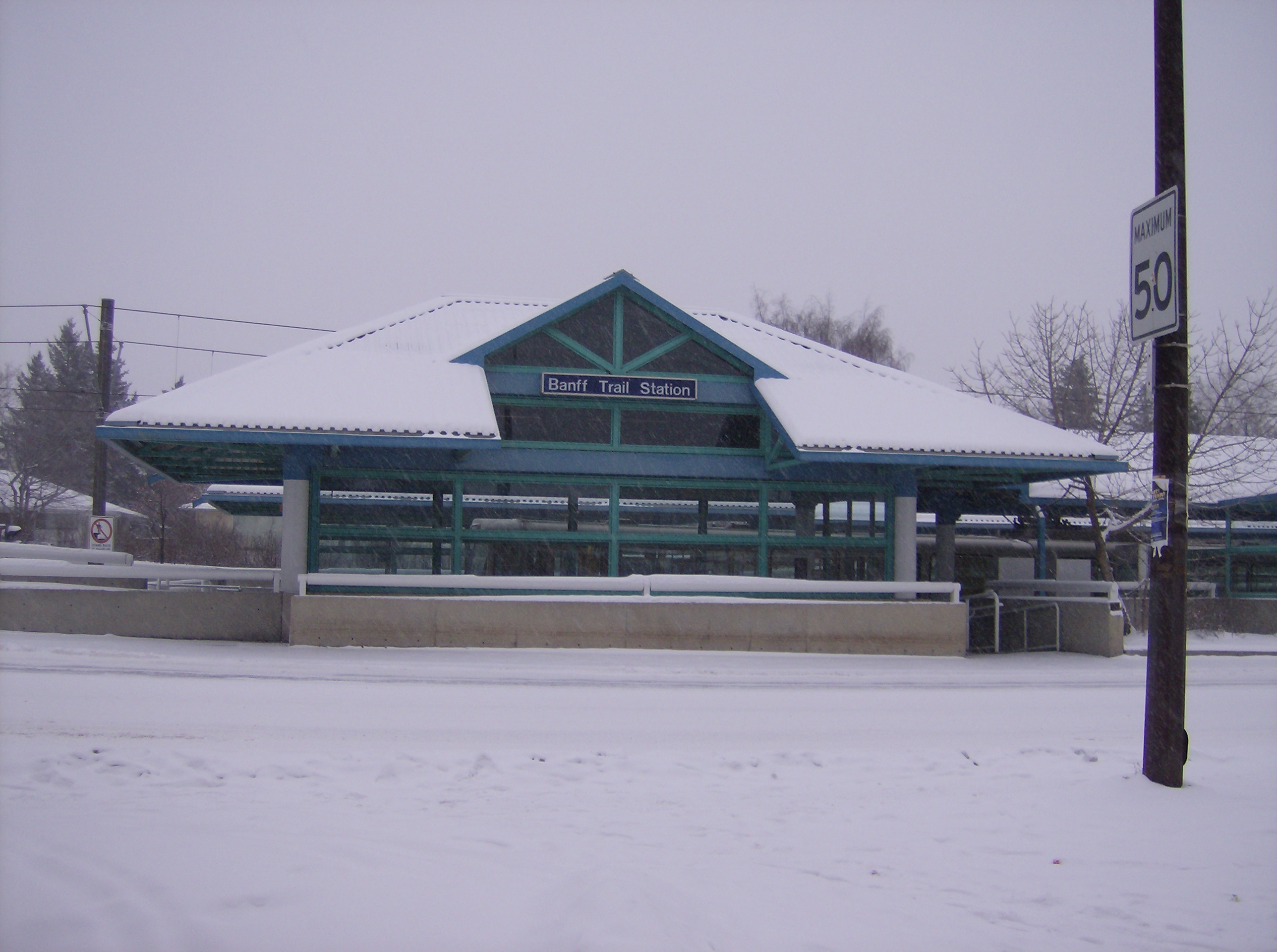
Зима в Калгари

В юго-западной Альберте зима часто прерывается тёплым, сухим ветром, шинуком, который может поднять температуру намного выше нуля в очень короткий период времени. Во время одного из зарегистрированных чинуков Пинчер-Крик, температура выросла с −18,9 °C (−2.0 °F) до 3,3 °C (38 °F) в час. Регион Летбридж имеет наиболее частые чинуки, в среднем от 30 до 35 дней чинука в году, в то время как Калгари имеет снежное Рождество только 59 % времени в результате этого ветра.
Северная Альберта в основном покрыта бореальными лесами и имеет меньше безморозных дней, чем в южной Альберте из-за своего субарктического климата. Сельскохозяйственные территории южной Альберты имеют полузасушливый степной климат, так как годовое количество осадков меньше, чем вода, которая испаряется или используется растениями. Юго-восточный угол Альберты, треугольник Паллизер, имеет больше тепла летом и меньшее количество осадков, чем остальная часть провинции, и в результате страдает частыми проблемами с урожайностью и иногда сильными засухами. Западная Альберта находится под защитой гор и имеет тёплый ветер чинук. Центральная и северо-западная части Альберты в области Пис-Ривер в основном заняты осиновыми парками, биом переходный между прерий на юге и бореальными лесами на севере.
После южной части провинции Онтарио, центральный регион Альберты, в Канаде имеет опыт торнадо. Грозы, некоторые из них очень сильные, часты в летнее время, особенно в центральной и южной Альберте. Область вокруг коридора Калгари-Эдмонтон примечательна самой высокой частотой града в Канаде, что обусловлено орографическим подъёмом из соседних Скалистых гор, повышения нисходящих потоков воздуха необходимых для формирования града.
| Город           | Июнь (°C) | Июль (°F) | Январь (°C) | Январь (°F) |
| --------------- | --------- | --------- | ----------- | ----------- |
| Медисин-Хат     | 27/12     | 81/54     | −5/−16      | 23/3        |
| Брукс           | 26/11     | 79/52     | −6/−17      | 21/1        |
| Эрдри           | 26/11     | 79/52     | −3/−15      | 27/5        |
| Летбридж        | 26/10     | 79/50     | −3/−15      | 27/5        |
| Эдмонтон        | 23/12     | 73/54     | −9/−17      | 16/1        |
| Форт-Саскачеван | 23/11     | 73/52     | −8/−19      | 18/−2       |
| Ллойдминстер    | 23/11     | 73/52     | −10/−19     | 14/−2       |
| Колд-Лейк       | 23/11     | 73/52     | −11/−22     | 12/−8       |
| Мак-Марри       | 23/10     | 73/50     | −14/−24     | 7/−11       |
| Ред-Дир         | 23/10     | 73/50     | −6/−17      | 21/1        |
| Калгари         | 23/9      | 73/48     | −3/−14      | 27/7        |
| Камроз          | 22/11     | 72/52     | −8/−19      | 18/−2       |
| Спрус-Гров      | 22/11     | 72/52     | −7/−16      | 19/3        |
| Сент-Альберт    | 22/10     | 72/50     | −8/−17      | 18/1        |
| Ледюк           | 22/10     | 72/50     | −8/−19      | 18/−2       |
| Гранд-Прери     | 22/9      | 72/48     | −10/−21     | 14/−6       |
| Уэтаскивин      | 21/9      | 70/48     | −5/−16      | 23/3        |

### Экология

#### Флора
В центральной и северной части Альберты с приходом весны в прерии расцветают крокус, анемона, золотая фасоль, шиповник и другие ранние цветы. Наступающее лето приносит много цветов подсолнечника, в августе равнины горят жёлтым и пурпурным. Южная и восточная части центральной Альберты покрыты короткими, питательными травами, которые высыхают в течение лета постепенно, заменяются эхинацеей, флибейном и шалфеем. Жёлтый и белый донник наполняет провинцию своей красотой и ароматными запахами. Деревья в парковом районе провинции растут вкупе и полосах на склонах холмов. Это в основном лиственные деревья, как правило, осина, тополь, и ивы. Многие виды ивовых, а также другие кустарники растут практически на любой местности. На северной стороне Альберты леса преобладают вечнозелёные на сотнях тысяч квадратных километров. Ель, лиственница, сосна и пихта представляют хвойные породы.

#### Фауна

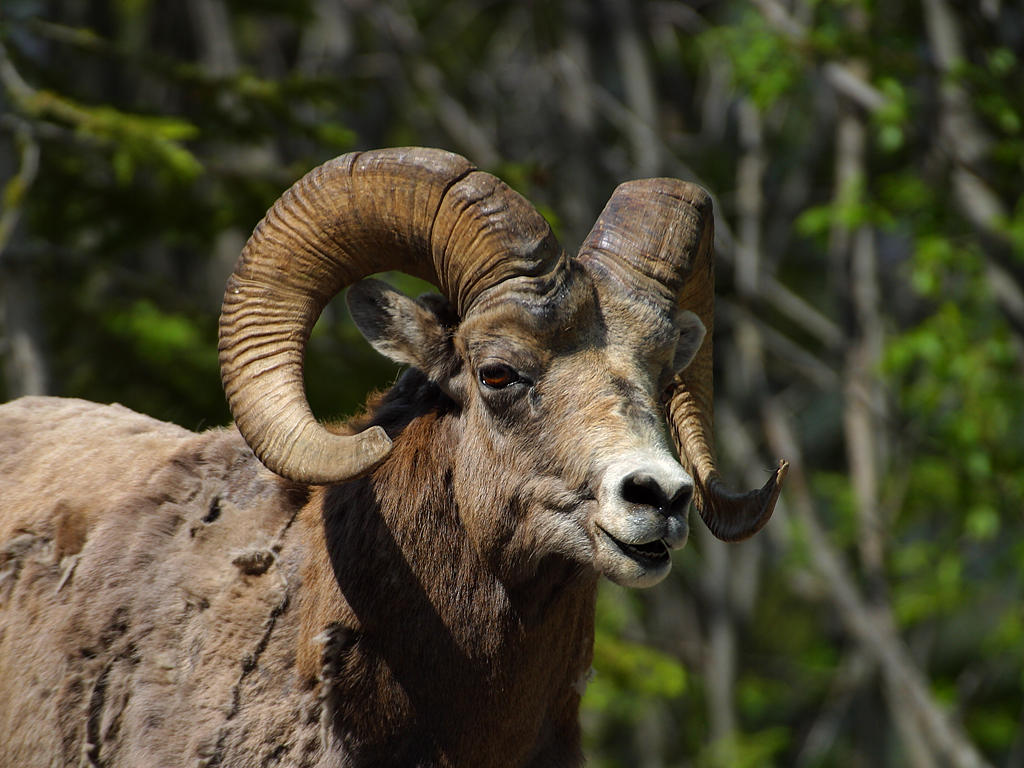
Большерогий баран, водится в Альберте

4 климатических района (горные, бореальные леса, парки и прерии) Альберты являются домом для различных видов животных. Южные и центральные районы прерий — это земля бизонов, их трава предоставляет большие пастбища и является питательной средой для миллионов бизонов. Бизоны были почти уничтожены в период раннего поселения, но с тех пор был предпринят ряд мер для их возвращения и процветания на фермах и в парках по всей Альберте. Альберта является домом для многих крупных хищников. Среди них гризли и чёрные медведи, которые живут в горах и лесистых районах. Меньшие плотоядные включают койотов, волков, лис, рысей и пум.
Травоядные животные также водятся на территории провинции. Лоси, белохвостые олени встречаются в лесистых районах, а вилороги — в степях южной Альберты. Снежный баран и горные козлы живут в Скалистых горах. Кролики, дикобразы, скунсы, белки и многие виды грызунов и рептилий живут во всех уголках края. В Альберте встречается всего лишь один из видов ядовитых змей, в прерии — гремучие змеи.
Центральная и северная Альберта и территория дальше на север — место гнездования многих перелётных птиц. Огромное количество уток, гусей, лебедей и пеликанов прибывают в Альберту каждую весну и гнездятся на земле или вблизи одного из сотен маленьких озёр на севере провинции. Орлы, ястребы, совы и вороны очень многочисленны. В Альберте, как и в других регионах с умеренным климатом, много комаров, мух, ос и пчёл. Реки и озёра богаты щукой, судаком, сигом, форелью, и даже осетром. Черепах можно найти в некоторых водных объектах в южной части провинции. Из земноводных встречаются лягушки и саламандры.
Альберта является единственной провинцией в Канаде, а также одним из немногих мест в мире, где нет норвежской серой крысы. С начала 1950-х годов правительство Альберты ввело программу контроля над популяцией крыс. Программа была настолько успешной, что имеются лишь единичные случаи обнаружения диких крыс: это, как правило, крысы, прибывающие в провинцию на борту железнодорожного или автотранспорта. В 2006 году сельское хозяйство докладывало о нулевом результате обнаружения диких крыс, были только захвачены крысы, бывшие домашними, которые сбежали от владельцев. Жителям Альберты нельзя иметь в собственности или хранить норвежских крыс любого вида; животных могут содержать в провинции только зоопарки, университеты и колледжи, а также признанные научно-исследовательские институты. В 2009 году в Южной Альберте были обнаружены и захвачены несколько крыс, что поставило под угрозу статус Альберты как территории, свободной от крыс.

## История

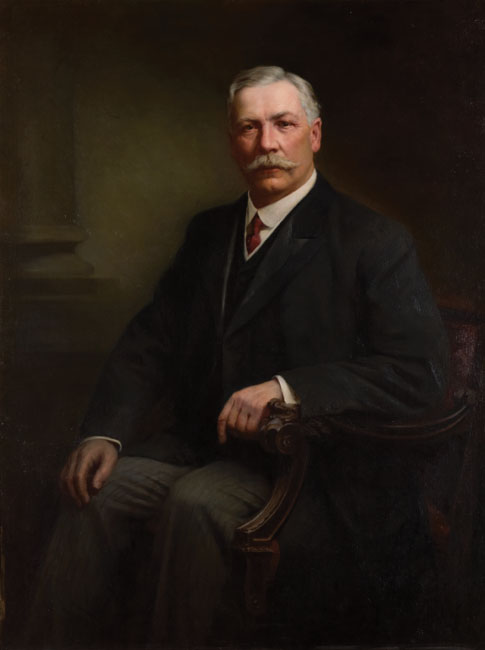
Александр Резерфорд — первый премьер Альберты

Провинция Альберта, до 53 ° северной широты, была частью Земли Руперта с момента включения в состав Компании Гудзонова залива в 1670 году. После прибытия в Северо-Западный регион около 1731 года французов, они поселились в прериях на западе, создали общины, такие как Лак Ла Биш и Боннивилл. Форт Ла Жонкьере был создан вблизи того места, где сейчас находится Калгари. Северо-Западная компания из Монреаля занимала северную часть территории Альберты до того момента, когда Компания Гудзонова залива прибыла в Гудзонов залив, чтобы завладеть им. Первый исследователь Атабаски Питер Понд, который от имени Северо-Западной компании прибыл из Монреаля, построил форт Атабаска на озере Ла-Биш в 1778 году. Родерик Маккензи построил Форт Чипуян на Атабаске 10 годами позднее в 1788 году. Его двоюродный брат сэр Александр Маккензи, прошёл вдоль реки Норт-Саскачеван до её северной точки вблизи Эдмонтона, далее на север он двинулся пешком, преодолел реку Атабаска, и проследовал до озера Атабаска. Там он обнаружил могучую реку, которая теперь носит его имя — река Маккензи и впадает в Северный Ледовитый океан. Возвращаясь к озеру Атабаска, он следовал вверх по течению реки Пис, в конечном счёте достиг Тихого океана, и поэтому стал первым белым человеком, который пересёк североамериканский континент к северу от Мексики.
Большая часть территории Альберты была включена в Землю Руперта, переданную Канаде в 1870 году. Южная часть Альберты была частью французской территории Луизианы и была продана Соединённым Штатам в 1803 году, в 1818 году часть Луизианы к северу от сорок девятой параллели была передана Великобритании. Северная Альберта, была включена в Северо-Западный край до 1870 года, когда она и земля Руперта стала Канадскими Северо-Западными территориями. Район Альберта как часть был добавлен в Северо-Западные Территории в 1882 году. Как только число поселений увеличилось, местные представители были введены в Северо-Западное Законодательное Собрание. После долгой борьбы за автономию, в 1905 году район Альберты был расширен, и ему был дан статус провинции, с избранием Александра Камерона Резерфорда, в качестве первого премьер-министра.
Альберта имеет случайные всплески сепаратистских настроений. Даже в 1980-е годы, когда эти чувства были на максимуме, никогда не было достаточного интереса к отделению, чтобы инициировать каких-либо серьёзные движения или референдумы. Есть несколько групп, желающих поддерживать независимость Альберта в той или иной форме в настоящее время в провинции.
Выборы в Альберте, как правило дают результаты, которые намного более консервативны, чем в других провинциях Канады. Альберта традиционно имеет три политические партии, консерваторов, либералов и социал-демократических Новых демократов. Решительно консервативная Социально-кредитная партия, была у власти в провинции Альберта на протяжении многих десятилетий, но ушла с политической карты после прихода к власти Прогрессивных консерваторов в 1971 году. С того времени до 2015 года ни одна другая политическая партия не управляла Альбертой. У власти в Альберте находились следующие партии: либералы, с 1905 по 1921 год; Соединённые фермеры Альберты, с 1921 по 1935; Социально-кредитная партии, с 1935 по 1971 годы; Прогрессивно-консервативная партия Альберты, с 1971 по 2015; Новая демократическая партия Альберты с 2015 по 2019. В июле 2017 Прогрессивно-консервативная партия Альберты и Партия шиповника объединились в Объединённую консервативную партию, пришедшую к власти в апреле 2019.
На провинциальных выборах, состоявшихся 3 марта 2008 года, Прогрессивно-консервативная партия получила большинство в 72 из 83 мест, Либеральная партия Альберты была избрана в качестве официальной оппозиции с 9 членами, и Новая демократическая группа получила 2 места.
На выборах 5 мая 2015 года победила левоцентристская Новая демократическая партия Альберты, получившая 40,57 % голосов и 53 места из 87, её лидер Рэйчел Ноутли сформировала правительство Альберты. Правая Партия шиповника набрала 24,23 % голосов и 21 место и сохранила статус официальной оппозиции, который впервые получила на предыдущих выборах. Прогрессивно-консервативная ассоциация Альберты оказалась на втором месте по числу голосов (27,8 %), но провела только 10 депутатов. Суммарно две правые партии набрали 52 % голосов, но в условиях мажоритарной избирательной системы дробление голосов между двумя правыми партиями привело к власти левоцентристов.

## Правительство

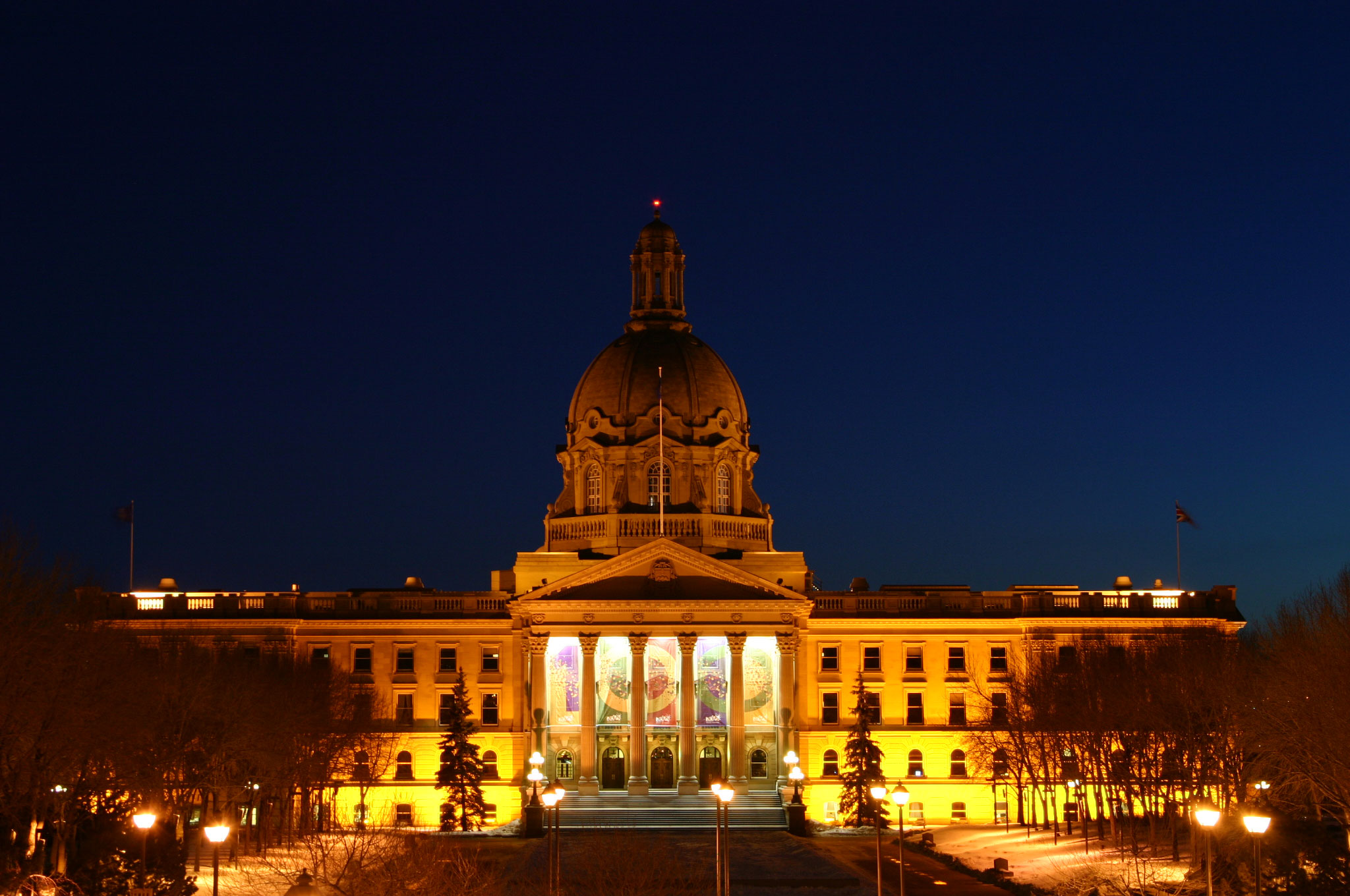
Законодательное собрание Альберты в Эдмонтоне.

Правительство Альберты организовано как парламентская демократия с однопалатным законодательным органом. Однопалатное Законодательное собрание Альберты состоит из 87 членов. Местные муниципальные органы власти и школьные советы избираются по округам, и работают по отдельности. Их границы могут не совпадать. В качестве главы канадского государства король Карл III является главой государства и правительства Альберты. Его обязанности в Альберте, осуществляются вице-губернатором Дональдом Этеллом. Хотя вице-губернатор является наиболее мощной фигурой в провинции Альберта, он в действительности является фигурой, чьи действия ограничиваются конституционными обычаями и конвенциями. Таким образом, правительство возглавляется премьером. Нынешний премьер Рэйчел Ноутли вступила в должность 24 мая 2015 года.
Премьер-министр является членом Законодательного собрания и формирует кабинет из членов Законодательного собрания. Город Эдмонтон является резиденцией правительства провинции, столицей провинции Альберта.
На провинциальных выборах, состоявшихся 16 апреля 2019 года, Объединённая консервативная партия получила 63 из 87 мест и сформировала правительство во главе со своим лидером Джейсоном Кенни. Новая демократическая партия Альберты получила 24 места и стала официальной оппозицией.

## Демография
В 1906 г. 185 412 жит.
Альберта имеют относительно высокие темпы роста населения в последние годы, главным образом из-за растущей экономики. Между 2003 годом и 2004 годами, провинция имела высокий уровень рождаемости (на одном уровне с некоторыми крупными провинциями, такими, как Британская Колумбия), и высокий уровень межпровинциальной миграции по сравнению с другими провинциями. Приблизительно 81 % населения живут в городских районах; лишь около 19 % проживают в сельской местности. Коридор Калгари — Эдмонтон является наиболее урбанизированной областью в провинции и является одним из самых густонаселённых районов Канады. Многие из городов в Альберте характеризуются также высокими темпами роста населения. За последнее столетие население Альберты выросло с 73 022 в 1901 году до 2 974 807 в 2001 году и 3 290 350, согласно переписи населения 2006 года.

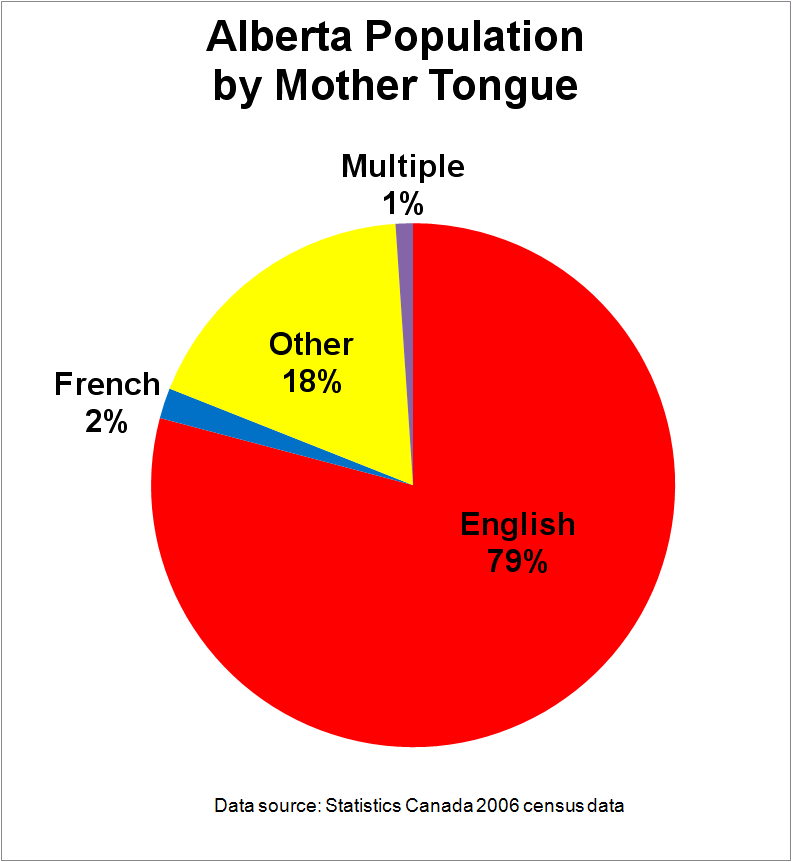
Население Альберты по родному языку

Перепись населения 2006 года установила, что английский язык, с 2 576 670 носителей языка, был наиболее распространённым родным языком Альберты, что составляет 79,99 % населения провинции. Следующим наиболее распространённым родным языком были разные китайские диалекты с носителями языка 97 275 (3,02 %), а затем с родным немецким 84 505 (+2,62 %) и французский язык с 61 225 (1,90 %). Другими распространёнными родными языками (в порядке убывания) являются: панджаби, с носителями языка 36 320 (1,13 %); тагальский, с 29 740 (0,92 %); украинский, с 29 455 (0,91 %); испанский язык, с 29 125 (0,90 %); польский язык, с 21 990 (0,68 %); арабский язык, с 20 495 (0,64 %); голландский язык, с 19 980 (0,62 %) и вьетнамский язык, с 19 350 (0,60 %). Самый распространённый язык коренных народов — кри — 17 215 (+0,53 %). Другие распространённые родные языки включают итальянский язык с 13 095 носителей (0,41 %); урду с 11 275 (0,35 %) и корейский язык с 10 845 (0,33 %), а затем хинди 8985 (0,28 %); персидский язык 7700 (0,24 %), португальский язык 7205 (0,22 %) и венгерский язык 6770 (0,21 %).
Альберта обладает значительным этническим разнообразием. Как и в остальной части Канады, многие иммигранты прибыли из Англии, Шотландии, Ирландии и Уэльса, а также большое число прибыло из других частей Европы, в частности, немцы, французы, украинцы и скандинавы. Согласно данным Статистического управления Канады, Альберта имеет второй самый высокий процент (2 процента) франкофонов в западной Канаде (после Манитобы). Несмотря на это, относительно небольшое число жителей Альберты говорят на французском. Многие из франкоязычных жителей Альберты живут в центральных и северо-западных районах провинции. Как сообщалось в переписи 2001 года, китайцы составляют около 4 процентов населения Альберты, и индийцы составляют более 2 процентов. Эдмонтон и Калгари имеют исторические китайские кварталы, Калгари занимает третье место в Канаде по численности китайской общины. Китайское присутствие началось с рабочих, занятых в строительстве Канадской Тихоокеанской железной дороги в 1880 году. Коренные жители (индейцы) Альберты составляют примерно 3 процента населения.
В 2006 году канадская перепись населения показала что, наиболее распространёнными группами по этническому происхождению Альберты были: 885825 англичане (27,2 %); 679705 немцы (20,9 %); 667405 канадцы (20,5 %); 661265 шотландцы (20,3 %); 539160 ирландцы (16,6 %) ; 388210 французы (11,9 %); 332180 украинцы (10,2 %); 172910 голландцы (5,3 %); 170935 поляки (5,2 %); 169355 индейцы Северной Америки (5,2 %); 144585 норвежцы (4,4 %) и 137600 китайцы (4,2 %). Шотландцы оказали сильное влияние на географические названия и имена многих городов и посёлков, включая Калгари, Эрдри, Кенмор, и Банф имеют шотландское происхождение.
Альберта занимает третье место по процентному соотношению видимых меньшинств после Британской Колумбии и Онтарио — 13,9 % населения, состоит из видимых меньшинств. Почти одна четверть населения городов Калгари и Эдмонтон принадлежат к группе видимых меньшинств.
Коренные народы составляют 5,8 % населения, около половины из которых состоит из северо-американских индейцев, и другая половина метисов. Есть также небольшое количество народа инуитов в Альберте. Число коренных народов увеличивается со скоростью большей, чем население Альберты.

### Религия

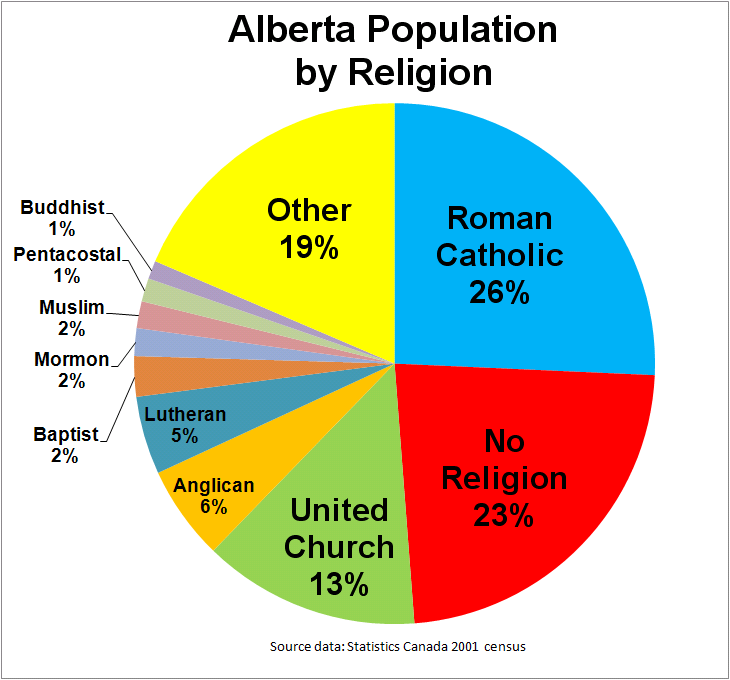
Население Альберты по религиозной принадлежности

По состоянию на 2001 год крупнейшие религиозные группы это: Протестантизм-26,7 % населения, римско-католическая, что составляет 25,7 % населения. Альберта имеет второй самый высокий процент нерелигиозных жителей в Канаде (после Британской Колумбии) в 23,1 % населения. Протестантские деноминации состоят из: 13,5 % принадлежащими к Объединённой церкви Канады, а 5,9 % были англиканской. Лютеране составляют 4,8 % населения, в то время как баптисты, составили 2,5 %.
Остальные принадлежат с самым разным религиозным убеждениям, ни одна из которых составляют более 2 % населения. Мормоны Альберты проживают в основном на крайнем юге провинции и составили 1,7 % населения. В Альберте проживает община гуттеритов, анабаптистов, схожих с меннонитами (хуттериты представлены 0,4 % населения, в то время как меннониты 0,8 %), и значительная часть населения адвентисты седьмого дня 0,3 %. Альберта является домом для нескольких церквей византийского обряда, как часть наследия восточноевропейской иммиграции, в том числе украинская католическая епархия Эдмонтона, а также Украинская православная церковь Западной епархии Канады, которая базируется в Эдмонтоне.
Мусульмане, сикхи и индусы живут в провинции Альберта. Мусульмане составляют 1,7 % населения, 0,8 % сикхов и индусов 0,5 %. Многие из них недавние иммигранты, но другие имеют корни, которые восходят к первым поселенцам в прериях. Мечеть Аль-Рашид находится в Эдмонтоне. Евреи составляли 0,4 % населения Альберты. Большинство из 13 000 евреев Альберты живут в Калгари (7500) и Эдмонтоне (5000).

### Самые крупные города

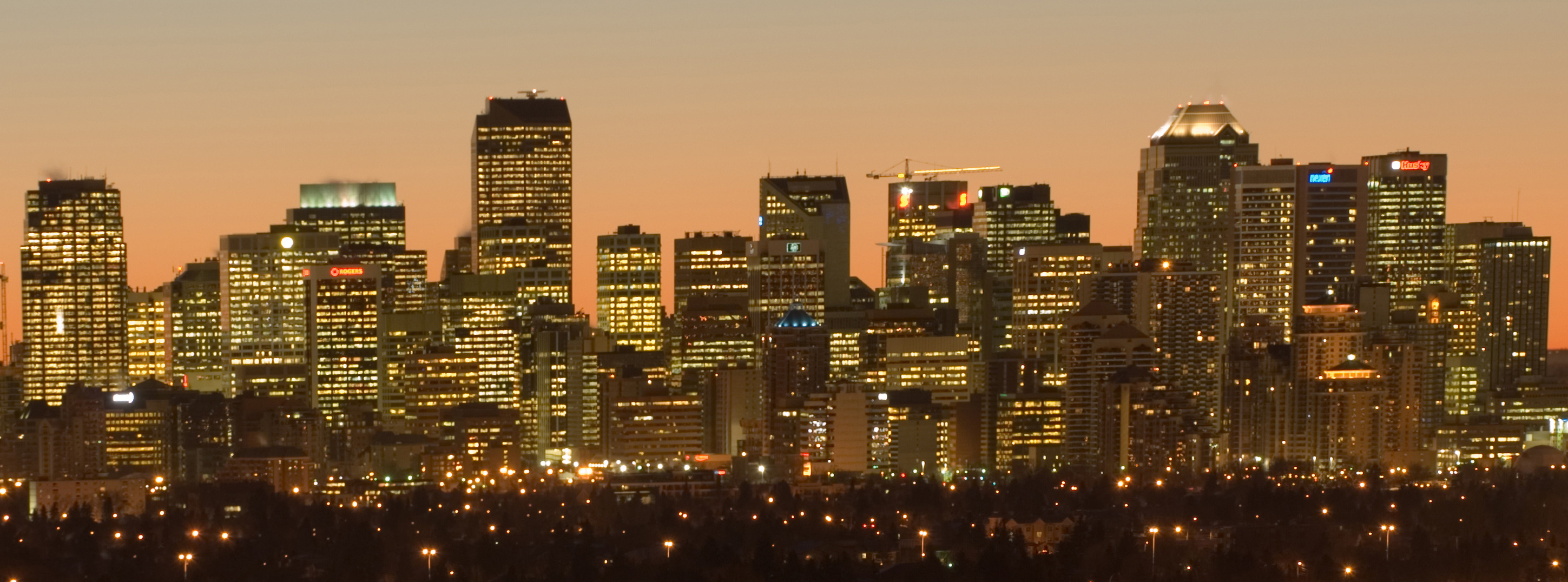
Калгари

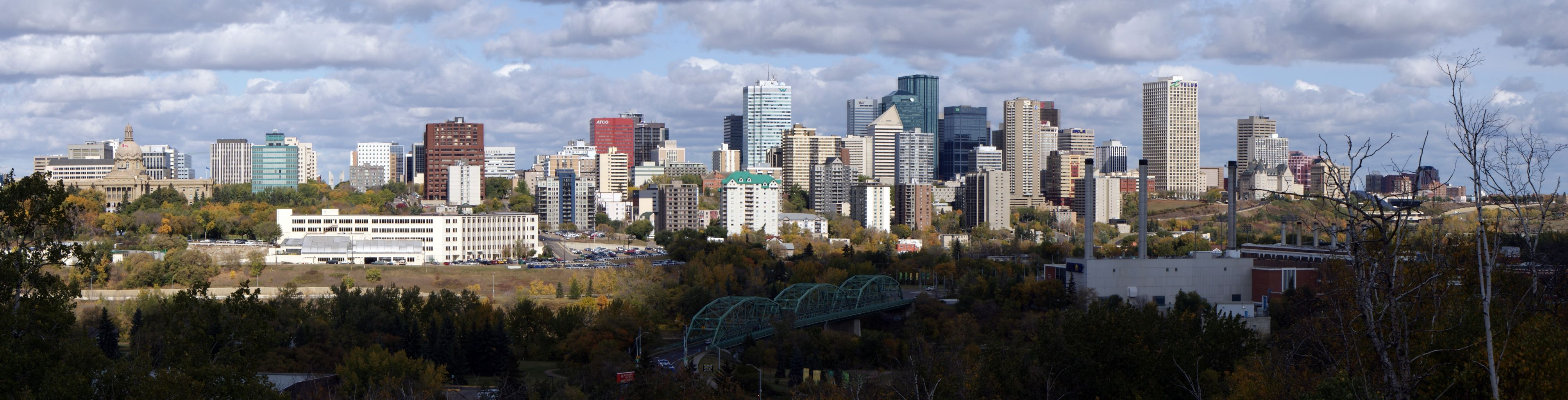
Эдмонтон

| Города:                  | 2016      | 2011      | 2006      | 2001    | 1996    |
| ------------------------ | --------- | --------- | --------- | ------- | ------- |
| Калгари с окрестностями  | 1 392 609 | 1 214 839 | 1 079 310 | 951 395 | 821 628 |
| Эдмонтон с окрестностями | 1 321 426 | 1 159 869 | 1 034 945 | 937 845 | 862 597 |
| 10 крупнейших городов:   |           |           |           |         |         |
| Калгари                  | 1 239 220 | 1 096 833 | 988 193   | 878 866 | 768 082 |
| Эдмонтон                 | 932 546   | 812 201   | 730 372   | 666 104 | 616 306 |
| Ред-Дир                  | 100 418   | 90 564    | 82 772    | 67 707  | 60 080  |
| Летбридж                 | 92 729    | 83 517    | 78 713    | 68 712  | 64 938  |
| Сент-Альберт             | 65 589    | 61 466    | 57 719    | 53 081  | 46 888  |
| Медисин-Хат              | 63 260    | 60 005    | 56 997    | 51 249  | 46 783  |
| Гранд-Прери              | 63 166    | 55 032    | 47 076    | 36 983  | 31 353  |
| Эйрдри                   | 61 581    | 42 564    | 28 927    | 20 382  | 15 946  |
| Спрус-Гров               | 34 066    | 26 171    | 19 496    | 15 983  | 14 271  |
| Ледюк                    | 29 993    | 24 279    | 16 967    | 15 032  | 14 346  |
| Самые большие районы:    |           |           |           |         |         |
| Страткона                | 98 044    | 92 490    | 82 511    | 71 986  | 64 176  |
| Вуд-Баффало              | 71 589    | 65 565    | 51 496    | 42 581  | 35 213  |
| Роки-Вью                 | 39 407    | 36 461    | 34 171    | 29 925  | 23 326  |

## Экономика
Экономика Альберты является одной из сильнейших в Канаде, и поддерживается растущей нефтяной промышленностью и в меньшей степени, сельским хозяйством и технологиями. ВВП на душу населения в 2007 году был самым высоким в Канаде с C $ 74 825. Это было на 61 % выше, чем в среднем по стране C $ 46 441, и более чем в два раза, чем в некоторых из атлантических провинций. В 2006 году отклонение от среднего показателя по стране было самым крупным в истории Канады. По данным переписи населения 2006 года, средний годовой доход семьи после уплаты налогов составил $ 70 986 в Альберте (по сравнению с $ 60 270 в Канаде в целом).
Коридор Калгари — Эдмонтон является наиболее урбанизированным регионом в провинции и одним из самых плотнозаселённых в Канаде. Регион покрывает расстояние примерно 400 километров с севера на юг. В 2001 году население коридора Калгари-Эдмонтон достигло 2,15 миллионов человек (72 % населения Альберты). Он также является одним из наиболее динамично развивающихся регионов в стране. Исследование TD банка обнаружило что коридор — единственный городской центр объединивший американский уровень богатства при сохранении качества канадского стиля жизни. Исследование показало, что ВВП на душу населения в коридоре на 10 % выше среднего в городах США и на 40 % выше других канадских городов.
В соответствии с исследованиями Fraser Institute, Альберта также имеет очень высокий уровень экономической свободы. Это, безусловно, самая свободная экономика в Канаде, и зарекомендовала себя как вторая самая свободная экономика среди штатов США и провинций Канады.

### Промышленность

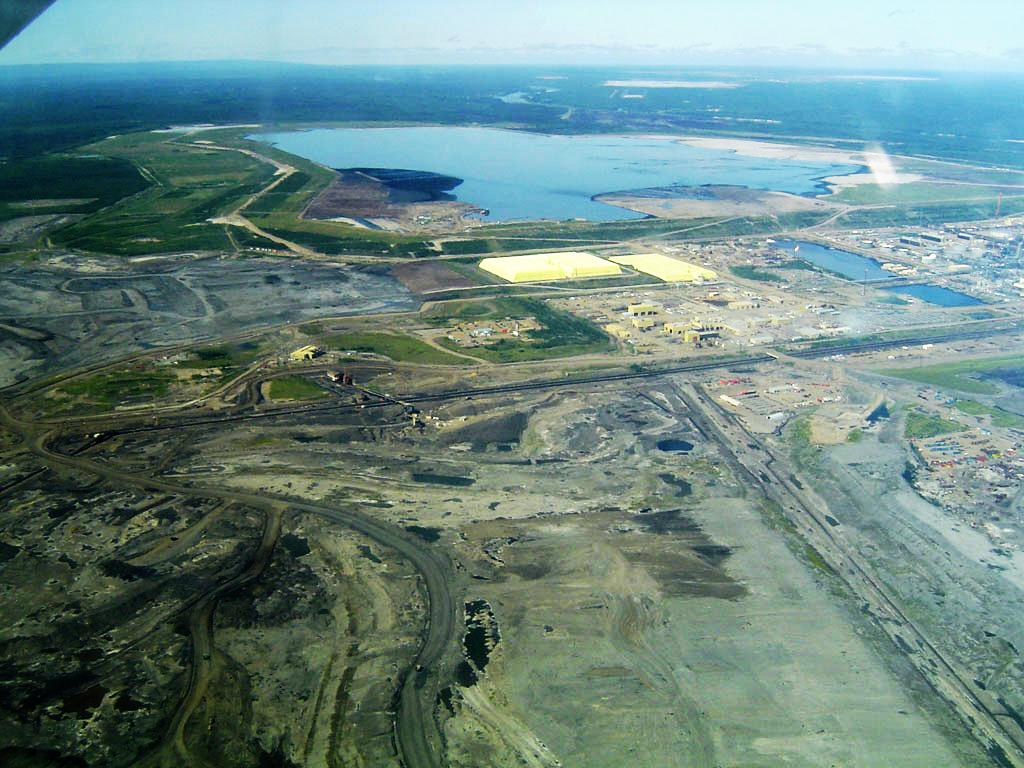
Рудники на озере Милдред и нефтезавод в нефтяных песках Атабаски.

Альберта является крупнейшим производителем сырой нефти, синтетики, природного газа и нефтепродуктов в стране. Альберта — второй крупнейший в мире экспортёр природного газа и 4-й крупнейший производитель. Два из крупнейших производителей нефтепродуктов в Северной Америке, находятся в центральной и северной Альберте. В Ред-Дире и Эдмонтоне производится полиэтилен мирового класса и производители выпускают продукцию, поставляемую по всему миру, а также заводы Эдмонтона обеспечивают сырьём нефтехимическую промышленность к востоку от Эдмонтона.
Нефтяные пески Атабаски, по оценкам, имеют запасы нефти, примерно равные запасам обычной нефти во всём остальном мире, около 1600 миллиардов баррелей (254 км³). С развитием новых методов извлечения, битум и синтетическая сырая нефть могут быть произведены при затратах, близких к обычной нефти. Многие компании используют как традиционные, так и нетрадиционные методы извлечения битума из нефтеносных песков. С учётом современных технологий и в текущих ценах, около 315 миллиардов баррелей (50 км³) битума подлежат возмещению. Форт Мак-Муррей, один из самых быстрорастущих городов Канады, значительно расширился в последние годы из-за больших корпораций, которые занялись добычей нефти. По состоянию на конец 2006 года насчитывалось свыше 100 миллиардов долларов в проектах добычи нефтеносных песков в стадии строительства или на этапе планирования в северо-восточной Альберте. Другим фактором, определяющим целесообразность добычи нефти из нефтеносных песков, является цена на нефть. Повышение цен на нефть с 2003 года сделали более выгодной её добычу, учитывая, что в прошлом она давала мало прибыли или даже приносила убыток.
Совместными усилиями и с поддержкой со стороны правительства провинции, несколько высокотехнологичных отраслей промышленности появились в провинции Альберта, в частности возникли патенты, связанные с интерактивными системами жидкокристаллических дисплеев. С ростом экономики в Альберте появился ряд финансовых учреждений, занимающихся вопросами гражданского общества, и частные фонды.

### Сельское и лесное хозяйство
Сельское хозяйство занимает значительное место в экономике провинции. Провинция насчитывает более 3 миллионов голов крупного рогатого скота, и Альберта поставляет здоровую говядину на мировой рынок. Почти половина всей канадской говядины производится в Альберте. Альберта является одним из основных производителей бизонов для потребительского рынка. Также выращиваются овцы для производства шерсти и баранины.

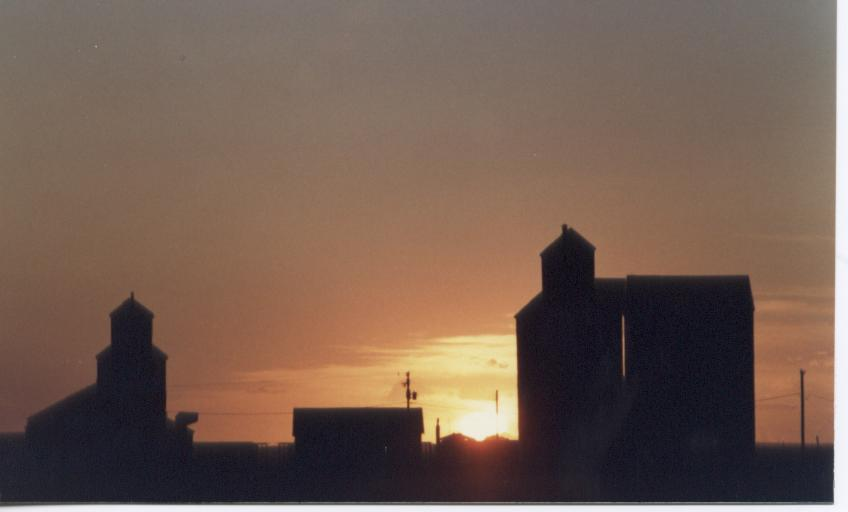
Зерновой элеватор в южной Альберте

Пшеница и рапс являются основными сельскохозяйственными культурами, и Альберта — ведущий производитель озимой пшеницы, другие зерновые культуры также занимают важное место. Большая часть сельского хозяйства ведётся на засушливых территориях, часто землю оставляют под паром и чередуют с земледелием. Непрерывное возделывание сельскохозяйственных культур (в которых нет паровых сезонов) постепенно становится более распространённым способом производства из-за увеличения прибыли и уменьшения эрозии почв. По всей провинции, когда-то широко распространённые элеваторы постепенно разрушаются, железнодорожные линии сокращаются; фермеры обычно везут на грузовиках зерно в центральные точки.
Альберта является ведущей пчеловодческой провинцией Канады, некоторые пчеловоды устраивают зимовки ульи в помещении в специально предназначенных амбарах в южной части Альберты, а затем мигрируют к северу летом в долину реки Пис, где сезон короткий, но рабочий день длинный для пчёл для производства мёда из клевера и иван-чая. Гибридный рапс также требует опыления пчёл, и некоторые пчеловоды предоставляют эту услугу.
Огромные запасы лесов северных хвойных пород позволяют Альберте производить большое количество пиломатериалов, ДСП и фанеры, а несколько заводов в Северной Альберте поставляют Северной Америке и Азиатско-Тихоокеанскому региону белёную целлюлозу и газетную бумагу.

### Туризм
Альберта привлекала туристов с первых лет XX века аттракционами, включая катание на лыжах, пешим туризмом, торговлей, например Уэст Эдмонтон Молл, Калгарийский Стампид, открытыми фестивалями, профессиональными спортивными соревнованиями, международными спортивными соревнованиями, такими как Игры Содружества и Олимпийские игры, а также более эклектичными достопримечательностями. Есть также природные достопримечательности, национальный парк Лосиный остров, Национальный парк Вуд Буффало, и Колумбийский ледник.
По данным Агентства по экономическому развитию Альберты, Калгари и Эдмонтон принимают более четырёх миллионов гостей ежегодно. Национальные парки Банф, Джаспер и Скалистые горы посещают около 3 млн чел. в год. Туризм Альберты в значительной мере опирается на туристов из Южного Онтарио, а также туристов из других регионов Канады, Соединённых Штатов и других стран.
Скалистые горы Альберты включают известные туристические направления: Национальный парки Банф и Джаспер. Банф расположен в 128 км (80 милях) к западу от Калгари на шоссе 1, и Джаспер находится в 366 километрах (227 милях) к западу от Эдмонтона. Пять из 14 достопримечательностей Канады, признанных всемирным наследием, находятся в провинции: национальные парки в Канадских Скалистых горах, Уотертон-ледник в Международном парке мира, Национальный парк Вуд Буффало, Провинциальный парк динозавров и Head-Smashed-In Buffalo Jump.

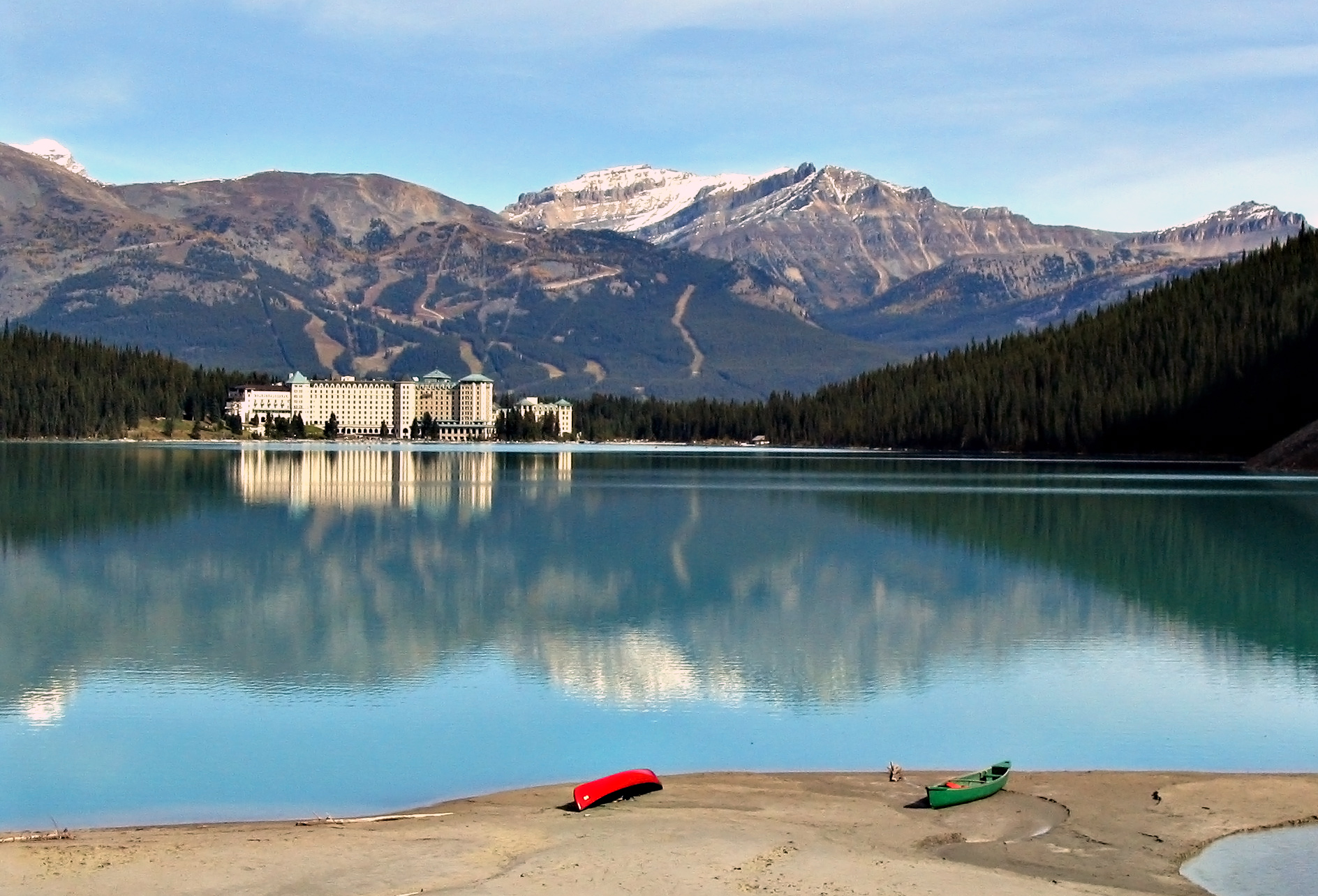
Озеро Луиза в канадских Скалистых горах

Около 1,2 млн чел. посещают Калгарийский Стампид, празднование Канадского дикого Запада. Около 700 000 человек посещают Капитал Экс Эдмонтон. Эдмонтон открывает путь к Юконскому золоту, и это единственный путь, который не требует путешествия через изнурительный и опасный Чилкутский перевал.
Другой достопримечательностью привлекающей туристов (650 000 посетителей каждый год) является Драмеллерская долина, расположенная к северо-востоку от Калгари. Драмхеллер, «Динозавровая столица мира», предлагает Королевский музей палеонтологии. Драмхеллер также богат историей добычи и является одним из крупнейших производителей угля Западной Канады в годы войны. Канадские пустоши также предлагают достопримечательности, культурные события, праздники, размещение и обслуживание.
Расположенная в центрально-восточной Альберты Железнодорожная Экскурсия по прерии — популярный туристический аттракцион выходит из Стетлера. Она имеет один из немногих доступных паровозов в мире, предлагая экскурсии по прериям. Железнодорожная Экскурсия по прерии обслуживает десятки тысяч посетителей каждый год. Альберта является важным местом для туристов, которые любят кататься на лыжах и пешие походы; Альберта имеет несколько мировых горнолыжных курортов, таких как Саншайн Виллидж, озеро Луиз, бассейн Мармот, Норквей и Нейкиска. Охотники и рыбаки со всего мира могут взять домой впечатляющие трофеи и байки из своего опыта о природе Альберты. Озеро Джекфиш в округе Паркленд находится в 25 км к западу от города Стоуни-Плейн и названо в честь обитающей в озере северной щуки.

### Налогообложение
Доходы провинции поступают в основном от налогов на невозобновляемые природные ресурсы (30,4 %), налогов на личные доходы (22,3 %), корпоративных и других налогов (19,6 %), а также грантов от федерального правительства, в первую очередь для проектов в области инфраструктуры (9,8 %). Альберта имеет наименьшее налогообложение физических лиц в Канаде, и Альберта является единственной провинцией в Канаде, где нет провинциального налога с продаж (хотя жители по-прежнему платят федеральный налог с продаж, товаров и услуг, он составляет 5 %). Это также единственная канадская провинция имеющая единую ставку налогообложения для налогов на личные доходы, которые составляют 10 % от налогооблагаемого дохода. Налоговая система Альберты поддерживает прогрессивный курс, позволяя жителям зарабатывать до $ 16 161 долларов в год, до того как стать объектом провинциального налогообложения в дополнение к ряду налоговых льгот для инвалидов, студентов и пожилых людей. Муниципалитеты Альберты имеют свои собственные правительства, которые (как правило) работают в сотрудничестве с правительством провинции.

## Здравоохранение

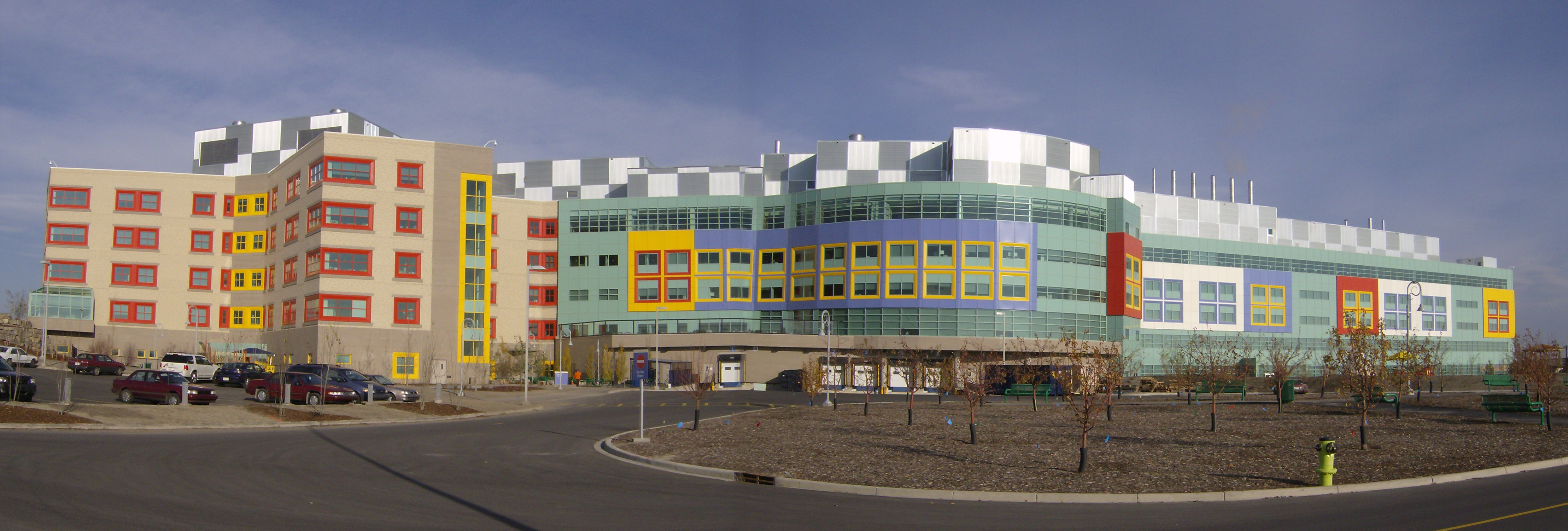
Детская больница Альберты

Как и во всех канадских провинциях Альберта обеспечивает для всех граждан и жителей посредством государственного финансирования систему здравоохранения. Альберта стал второй провинцией Канады (после Саскачевана) принявшей программу в стиле Томми Дугласа в 1950 году, предшественницу современной системы медицинской помощи. Бюджет здравоохранения Альберты в настоящее время составляет 13,2 млрд долл. США в течение 2008—2009 финансового года (примерно 36 % всех государственных расходов), что делает её лучшей по финансированию системой здравоохранения на душу населения в Канаде. Каждый час более чем 1,5 млн долл. США расходуется на здравоохранение в провинции.
Высокий уровень образования населения и растущая экономика сделали Альберту национальным лидером в области медицинского просвещения, научных исследований и ресурсов. Многие заметные медицинские центры включают Медицинский центр Футхиллс, центр Питер Лоуида, больницу Рокивью, Детскую больницу Альберты, центр женского здоровья Грейс, Медицинский центр Университета Калгари, онкологический центр Тома Бейкера и Либинский сердечно-сосудистой системы Институт Альберты, в Калгари; в Эдмонтоне, в больницу Университета Альберты, Королевский госпиталь Александра, Институт сердца Мазанковского, больницу для женщин Лоис Хоул, больница Столлери, Институт диабета Альберты, Институт рака Кросса и Центр Рексалла по фармации и исследованиям в области здравоохранения в Эдмонтоне. В настоящее время в Эдмонтоне строится новая клиника $ 909 млн, которая будет обеспечивать аналогичные исследования, образование, уход, как и клиника Майо в Соединённых Штатах.
The Shock Trauma Air Rescue Society некоммерческая организация, предоставляет услуги санитарной авиации для наиболее отдалённых районов Альберты, и некоторым прилегающим районам Британской Колумбии.

## Образование

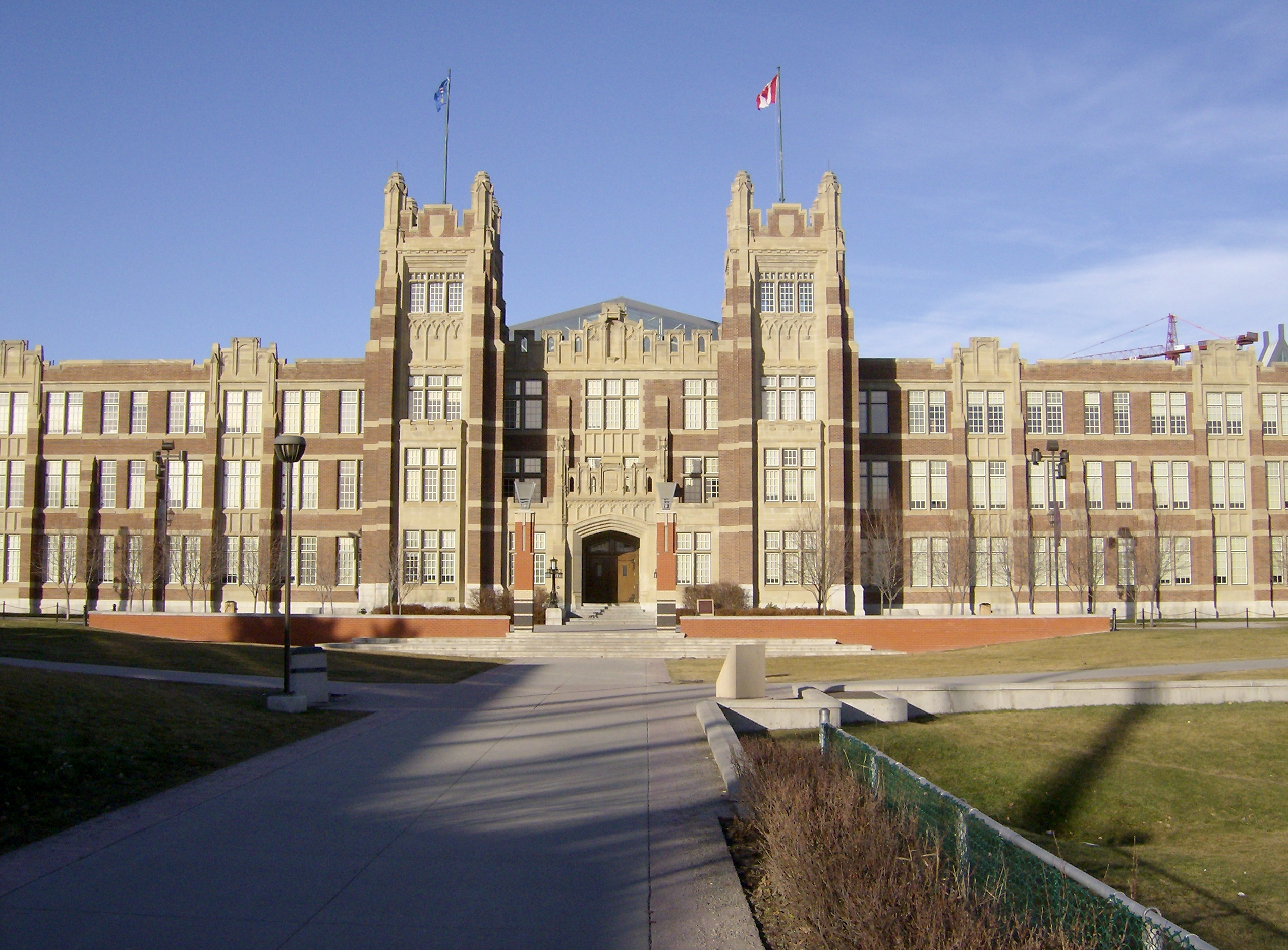
Один из институтов Альберты SAIT

Как и в любой канадской провинции, в Альберте законодательный орган имеет почти исключительное право принимать законы, касающиеся образования. С 1905 года законодательный орган использовал этот потенциал для продолжения модели местных выборных государственных и отдельных школьных советов, которые возникли до 1905 года, а также для создания и / или управления университетами, колледжами, техническими институтами и другими учебными учреждениями и институтами (государственные школы, частные школы, домашнее обучение).

### Начальные школы
Есть 42 школьных округа в провинции Альберта, и 17 отдельных школ. Шестнадцать из школьных округов — католические, а один (Сент Альберт) — протестантский. На протяжении многих лет правительство провинции финансировало большую часть расходов по школьному образованию. До 1994 года общественность и отдельные школьные советы в провинции Альберта приняли законодательные полномочия взимать налог на имущество, в качестве дополнительной поддержки местного образования. В 1994 году правительство провинции устранило это право для общественных школьных советов, но не для отдельных школьных советов. С 1994 года налог на имущество в поддержку школьного образования всё ещё взимается; разница, в том, что ставка в настоящее время устанавливается правительством провинции, деньги собранные местными муниципальными властями направляются правительству провинции. Соответствующее законодательство требует, чтобы все деньги, собранные на этом налог на имущество должны идти на поддержку школьного образования, предоставляемого в отделах образования.
Государственные и отдельные школьные советы, устав школы, частные школы, все последующие программы учебных курсов и учебная программа, утверждённая провинциальным департаментом образования (Министерство образования Альберты). Школьники могут выбрать последующие программы обучения или разработать свои собственные программы обучения. В государственных и отдельных школах, и частных школах работают преподаватели, которые сертифицированы Министерством образования Альберты.

### Университеты
Старейшим и крупнейшим университетом Альберты является Университет Альберты в Эдмонтоне, созданный в 1908 году. Университет Калгари, когда-то связанный с Университетом Альберты, получили свою автономию в 1966 году и в настоящее время является вторым по величине университетом в провинции Альберта. Существует также университет Атабаски, который фокусируется на дистанционном обучении, и университет Летбриджа, оба находятся в городах их названия.
В начале сентября 2009 года, университет Маунт-Ройал стал вторым государственным университетом в Калгари, а в конце сентября 2009 года, аналогичный шаг сделал второй государственный университет Грант Макуон в Эдмонтоне. Есть 15 колледжей, которые получают прямое государственное финансирование, а также два технических института, Технологический институт Северной Альберты и Технологический институт Южной Альберты.
Существует также большой и активный частный сектор в высших учебных заведениях, в основном христианские университеты, в результате чего общее число университетов достигает 12, а также расположенный в Калгари университет Деври. Студенты могут получать государственные займы и субсидии во время учёбы в отдельных частных университетах. Существовали некоторые разногласия в последние годы связанные с ростом стоимости после окончания среднего образования для учащихся. В 2005 году Премьер Ральф Кляйн дал обещание, что он заморозит цены обучение и изыщет пути сокращения расходов на школьное обучение. До сих пор план не был обнародован правительством Альберты.

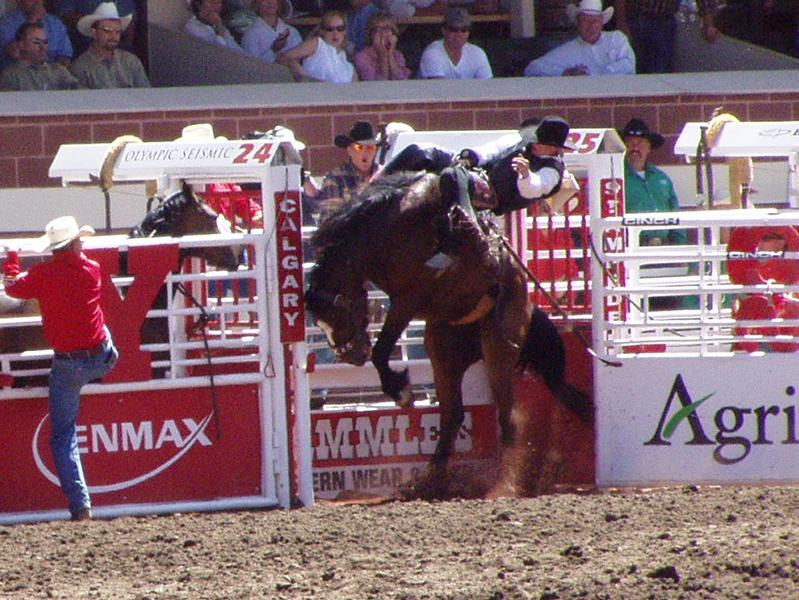
Калгарийский Стампид

## Культура
Лето приносит много фестивалей в провинцию Альберта, в особенности в Эдмонтон. Эдмонтонский Fringe Festival является вторым в мире по величине после Эдинбурга. Фестивали народной музыки проходят как в Калгари так и в Эдмонтоне, и оба крупнейших города принимают большое число ежегодных культурных событий. Учитывая большое число летних и зимних мероприятий, Эдмонтон зовётся «Городом фестивалей».
Калгари также является домом для Carifest, второго по величине Карибского фестиваля в стране (после Caribana в Торонто). Оба Эдмонтон и Калгари, также известны по достойным кинофестивалям. Город Калгари также славится своим фестивалем Калгарийский Стампид, получившим название «Величайшее уличное представление в мире». Стампид является крупнейшим фестивалем родео в Канаде и его особенностью является проведение конкурсов, таких, как вязание телёнка и скачка на быке. Калгари и Эдмонтон имеют команды в Канадской футбольной лиге и Национальной хоккейной лиге. Футбол, регби лакросс также имеют профессиональные команды в Альберте.